# Potencia de Planck
La energía de Planck dividida entre el tiempo de Planck da lugar a la potencia de Planck, que equivale a aproximadamente 3.62831 × 1052 W. Esta unidad es increíblemente grande, tanto que resulta poco práctica, ya que los fenómenos más luminosos que se conocen, las erupciones de rayos gamma, sólo tienen una potencia del orden de 1 × 1045 W, menos de la diezmillonésima parte de la potencia de Planck. De hecho, si se excede ¼ de la potencia de Planck, se produce un horizonte de sucesos bajo la relatividad general.
La potencia de Planck se expresa como:
{\displaystyle P_{P}={\frac {E_{P}}{t_{P}}}={\frac {\hbar }{t_{P}^{2}}}={\frac {c^{5}}{G}}\;\approx \;3.62831\times 10^{52}\;W}
donde
- {\displaystyle E_{P}} es la energía de Planck
- {\displaystyle t_{p}={\sqrt {\frac {\hbar G}{c^{5}}}}} es el tiempo de Planck
- {\displaystyle \hbar } es la constante de Planck reducida
- {\displaystyle c} es la velocidad de la luz en el vacío
- {\displaystyle G} es la constante de la gravitación universal

Se afirma que excediendo 1/4 de la potencia de Planck se producirá un horizonte de eventos por las consecuencias de la relatividad general. Esta cuestión es planteada por los investigadores que tratan la energía oscura como una radiación Hawking de un "horizonte de evento cósmico".
Se construyen teorizaciones utilizando la relatividad general sobre alternativas a la moderna teoría del Big Bang, considerando que una fuente de materia-energía con la potencia de Planck produciría el universo visible. Estas teorizaciones se relacionan con la teoría alternativa en cosmología CEQE.